# Laddu

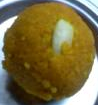
Une boule de mootichoor laddu.

Le laddu, ou ladoo (en hindi : लड्डू) est une gourmandise ou pâtisserie du sous-continent indien, souvent préparée pour les festivals et fêtes (les mariages, par exemple). Il s'agit de boules de farine et d'autres ingrédients (variant selon la région), recouvertes de sirop de sucre.
Parmi les variantes les plus répandues on trouve :
- ramdana laddu (ramdana étant les graines d'amarante), d'Uttar Pradesh, faite de ramdana, jaggery et fruits secs ;
- tirupati laddu, le prasada du sanctuaire vishnouite de Tirumala à Tirupati, dans l'État d'Andhra Pradesh, très sucré et fait de très petites boules recouvertes de sirop appelées boondi ;
- mootichoor laddu, d'Uttar Pradesh, faite de farine de pois chiche sucrée et amandes, et frite dans du ghee ;
- besan laddu, faite de farine de pois chiche et de morceaux de sucre ;
- aata laddu, d'Uttar Pradesh, faite de boules de farine de blé frites dans du ghee, puis parsemées de sucre brut et de fruits secs (amandes, raisins, etc). Parfois on ajoute de la résine et du sonth (gingembre), réputés bons pour les femmes enceintes et allaitantes ;
- rava laddu, faite avec ghee, sucre et rava, parfois parsemée de raisins et noix de cajou ;
- til laddu, faite de graines de til (sésame), populaire au Bengale-Occidental ;
- bandaru laddu, d'Andhra Pradesh ;
- kunja laddu, de Tamil Nadu ;
- churm laddu, du Gujarat.